# Sonate pour violon et piano (Janáček)
Pour les articles homonymes, voir Sonate pour violon et piano.
La Sonate pour violon et piano JW VII/7 est la troisième sonate pour violon de Leoš Janáček, les deux premières étant restées inachevées.
Œuvre limpide au caractère élégiaque, la Sonate pour violon et piano manifeste discrètement la russophilie de Janáček. Cette “inspiration russe” se retrouve dans une composition contemporaine, Taras Bulba d'après Gogol,.

## Composition
Janáček compose sa sonate dans une période d'intérêt marqué pour la musique de chambre: Trio avec piano, violon, violoncelle (1908, perdu), Pohádka (Le Conte) pour violoncelle et piano (1910). C'est aussi le début de la Première Guerre mondiale qui va aboutir au démantèlement de l'empire d'Autriche et l'indépendance des Tchèques : « J'ai écrit la Sonate pour violon en 1914, au début de la guerre, alors que nous attendions les Russes en Moravie ».
Janáček commence la composition en août 1914 en récupérant Balada, originellement le 3e mouvement de sa Deuxième sonate pour violon et piano et qu'il avait retravaillé en 1912 pour une publication en 1915,. Il place cette Ballade en troisième mouvement de sa nouvelle sonate.
La sonate semble être achevée en octobre 1915 et Janáček propose au jeune violoniste Jaroslav Kocián de la créer lors d'un concert pragois mais il la refuse. Une première version est cependant crée le 7 décembre 1915 lors d'un concert organisé par la Société morave de Prague; dans cette version, l’Adagio est le deuxième mouvement et la Ballada le troisième; il y a, en outre, un quatrième mouvement rapide, Con moto. À l'automne 1916, après la défaite russe à Gorlice, Janácek retravaille sa sonate, en élimine et réarrange des pans entiers; il rédige un nouveau quatrième mouvement, un Allegro, qu'il rejette pour réécrire le finale originel sous la forme d'un Allegretto en 1920.
Une troisième version de la sonate est achevée en 1921: le premier mouvement, qui n'a jamais changé de place, est largement révisé; la Ballada devient le deuxième mouvement et l’Adagio (le deuxième mouvement de la version de 1915) le finale cependant que le finale de 1915 (abandonné puis récrit) devint le troisième mouvement Allegretto. Cette version de l'œuvre est créée au Musée des Arts appliqués de Brno par le violoniste František Kudláček et Jaroslav Kvapil au piano le 24 avril 1922 lors d'un concert de nouvelle musique morave organisé par le Club des jeunes compositeurs. Elle est ensuite jouée à Prague le 16 décembre 1922 par Stanislav Novák au violon et Václav Štěpán au piano au Festival de la Société internationale de musique contemporaine. La première à l'étranger a lieu à Francfort en 1923 avec Paul Hindemith au violon[réf. nécessaire].
La sonate est publiée à Prague en 1922 par Hudební Matice Umělecké Besedy puis par Universal Edition.

## Analyse
1. Con moto : dans une forme sonate rhapsodique, le premier thème rappelle l'avant-dernière scène de Katja Kabanova. Ce mouvement est composé de blocs bien caractérisés par des textures (trémolos, trilles, etc.) et des oppositions thématiques (mélodie initiale vs petite cellule cadentielle).
2. Ballada : Mélodie lyrique qui évoque la région des Beskydes dans un climat de conte populaire évoluant vers un nocturne.
3. Allegretto : Emprunt du thème du destin de Katja Kabanova. Ce mouvement très allègre fait varier une mélodie pentatonique, ornée par des sortes d’interjections au violon.
4. Finale : ce mouvement est composé de séquences juxtaposées, aux tempi très variés : Adagio, puis le violon et le piano s'ignorent sur un poco più mosso con crescente emozione, avant de s'affronter dans un maestoso. Retour de l'Adagio.